# Loukina Tille
Loukina Tille (2001) is een Zwitserse klimaatactiviste.

## Biografie
Tille studeert politieke wetenschappen in Zürich en zet zich sinds haar zeventiende in voor het klimaat. Zwitserland heeft al te kampen met de directe gevolgen van klimaatverandering. De gletsjers smelten razendsnel en er zijn minder strenge winters en meer regelmatige hittegolven. De luchttemperatuur op de grond is in 153 jaar met circa 2 °C gestegen (wereldwijd zou de stijging maar 0,9 °C bedragen).

## Activisme
Tille is sinds december 2018 actief bij Fridays for Future en was mede organisator van "Smile for Future" in Lausanne van 5 tot 9 augustus 2019, waarbij meer dan 400 jonge klimaatactivisten uit 38 landen aanwezig waren. Ze is lid van de Fossil Fuel Treaty Initiative in Zwitserland, een internationaal initiatief dat tot doel heeft de belangrijkste oorzaak van de klimaatcrisis aan te pakken, namelijk de productie van fossiele brandstof.
Tille was in 2020 aanwezig op het World Economic Forum in Davos, samen met de klimaatactivisten Vanessa Nakate, Greta Thunberg, Luisa Neubauer en Isabelle Axelsson.

## Boek
Op 18 januari 2021 verscheen het boek Gemeinsam für die Zukunft – Fridays For Future und Scientists For Future, van David Fopp, met medewerking van Isabelle Axelsson en Loukina Tille.